# 江梅站
江梅站（：／ Gangmae yeok */?）是京義·中央線沿線的一座地面車站，位於韓國京畿道高陽市德陽區幸信洞。2009年7月1日首都圈電鐵京義線開通後廢除此站，但由於鄰近居民強烈反對，因此原本車站往韓國航空大站方向稍為移前，2014年重新恢復營運。

## 車站結構
雙島式月台2面4線的地面車站。再開業時興建了新的跨站式站房。

### 月台配置
| ↑ 韓國航空大       |
| \| １２ \| ３４ \| |
| 幸信 ↓             |

| 月台 | 路線                   | 目的地                             |
| ---- | ---------------------- | ---------------------------------- |
| 1    | ●首都圈電鐵京義·中央線 | 龍山、清涼里、德沼、楊平、龍門方向 |
| 2    | ●首都圈電鐵京義·中央線 | 首爾方向                           |
| 3、4 | ●首都圈電鐵京義·中央線 | 大谷、一山、文山方向               |

## 历史
- 1974年5月1日：开始使用。
- 2009年7月1日：停用本站。
- 2014年10月25日：重新設站並投入服務。